# Tangara
Tangara é um género de aves, da família Fringillidae (Taxonomia de Sibley-Ahlquist), entretanto, alguns taxonomistas o incluem na família Thraupidae (Taxonomia Tradicional). As aves desse gênero são popularmente conhecidas como saíra ou saí.

## Espécies

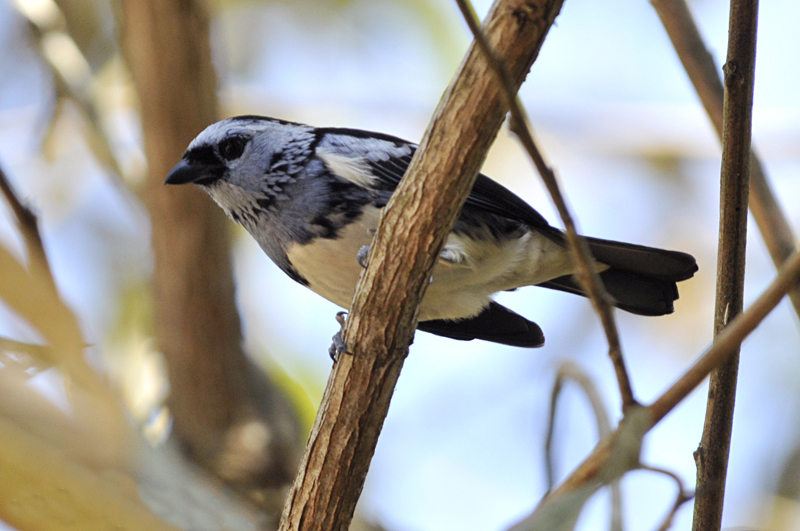
Cambada-de-chaves (Tangara brasiliensis)

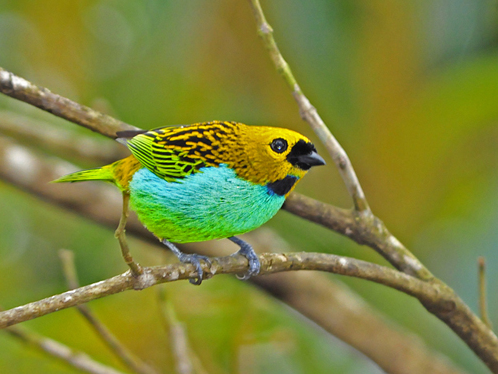
Saíra douradinha (Tangara cyanoventris)

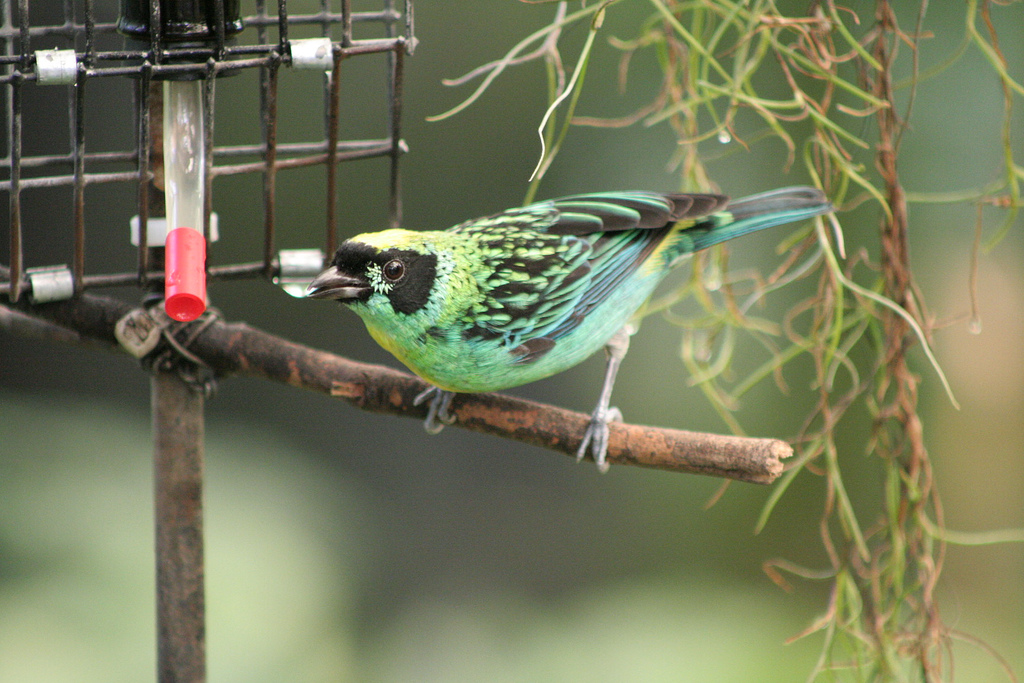
Saíra-ouro (Tangara schrankii)

| Nome Binomial e Autor                                    | Nome Comum                  |
| -------------------------------------------------------- | --------------------------- |
| Tangara argentea (Lafresnaye, 1843)                      | Saíra-de-cabeça-preta       |
| Tangara argyrofenges (Sclater e Salvin, 1876)            |                             |
| Tangara arthus (Lesson, 1832)                            |                             |
| Tangara brasiliensis (Linnaeus, 1766)                    | Cambada-de-chaves           |
| Tangara cabanisi (Sclater, 1868)                         |                             |
| Tangara callophrys (Sclater, 1868)                       | Saíra-opala                 |
| Tangara cayana (Linnaeus, 1766)                          | Saíra-amarela               |
| Tangara chilensis (Vigors, 1832)                         | Saíra-do-paraíso            |
| Tangara chrysotis (Du Bus de Gisignies, 1846)            |                             |
| Tangara cucullata (Swainson, 1834)                       |                             |
| Tangara cyanicollis (Orbigny e Lafresnaye, 1837)         | Saíra-de-cabeça-azul        |
| Tangara cyanocephala (Müller, 1776)                      | Saíra-militar               |
| Tangara cyanomelaena (Wied, 1830)                        | Saíra-pérola                |
| Tangara cyanotis (Sclater, 1858)                         |                             |
| Tangara cyanoventris (Vieillot, 1819)                    | Saíra-dourada               |
| Tangara desmaresti (Vieillot, 1819)                      | Saíra-lagarta               |
| Tangara dowii (Salvin, 1863)                             |                             |
| Tangara episcopus (Linnaeus, 1766)                       | Sanhaçu-da-amazônia         |
| Tangara fastuosa (Lesson, 1831)                          | Pintor-verdadeiro           |
| Tangara florida (Sclater e Salvin, 1869)                 |                             |
| Tangara fucosa (Nelson, 1912)                            |                             |
| Tangara guttata (Cabanis, 1850)                          | Saíra-pintada               |
| Tangara gyrola (Linnaeus, 1758)                          | Saíra-de-cabeça-castanha    |
| Tangara heinei (Cabanis, 1850)                           |                             |
| Tangara icterocephala (Bonaparte, 1851)                  |                             |
| Tangara inornata (Gould, 1855)                           |                             |
| Tangara johannae (Dalmas, 1900)                          |                             |
| Tangara labradorides (Boissoneau, 1840)                  |                             |
| Tangara larvata (Du Bus de Gisignies, 1846)              |                             |
| Tangara lavinia (Cassin, 1858)                           |                             |
| Tangara mexicana (Linnaeus, 1766)                        | Saíra-de-bando              |
| Tangara meyerdeschauenseei (Schulenberg e Binford, 1985) |                             |
| Tangara nigrocincta (Bonaparte, 1838)                    | Saía-mascarada              |
| Tangara nigroviridis (Lafresnaye, 1843)                  |                             |
| Tangara ornata (Sparrman, 1789)                          | Sanhaçu-de-encontro-amarelo |
| Tangara palmarum (Wied, 1823)                            | Sanhaçu-do-coqueiro         |
| Tangara palmeri (Hellmayr, 1909)                         |                             |
| Tangara parzudakii (Lafresnaye, 1843)                    |                             |
| Tangara peruviana (Desmarest, 1806)                      | Saíra-sapucaia              |
| Tangara phillipsi (Graves e Weske, 1987)                 |                             |
| Tangara preciosa (Cabanis, 1850)                         | Saíra-preciosa              |
| Tangara punctata (Linnaeus, 1766)                        | Saíra-negaça                |
| Tangara ruficervix (Prevost e Des Murs, 1846)            |                             |
| Tangara rufigenis (Sclater, 1857)                        |                             |
| Tangara rufigula (Bonaparte, 1851)                       |                             |
| Tangara sayaca (Linnaeus, 1766)                          | Sanhaçu-cinzento            |
| Tangara schrankii (Spix, 1825)                           | Saíra-ouro                  |
| Tangara seledon (Müller, 1776)                           | Saíra-sete-cores            |
| Tangara varia (Müller, 1776)                             | Saíra-carijó                |
| Tangara vassorii (Boisseneau, 1840)                      |                             |
| Tangara velia (Linnaeus, 1758)                           | Saíra-diamante              |
| Tangara viridicollis (Taczanowski, 1884)                 |                             |
| Tangara vitriolina (Cabanis, 1850)                       |                             |
| Tangara xanthocephala (Tschudi, 1844)                    |                             |
| Tangara xanthogastra (Sclater, 1851)                     | Saíra-de-barriga-amarela    |